# Zabłocie Kanigowskie
Zabłocie Kanigowskie (niem. Sablotschen, w latach 1938–1945 Winrichsrode) – wieś w Polsce położona w województwie warmińsko-mazurskim, w powiecie nidzickim, w gminie Janowiec Kościelny.
W latach 1975–1998 miejscowość administracyjnie należała do województwa olsztyńskiego.